# Стругачёв, Семён Михайлович
Семён Миха́йлович Стругачёв (род. 10 декабря 1957, Смидович, Еврейская автономная область) — советский и российский актёр; народный артист Российской Федерации (2008).

## Биография
Родился в еврейской семье Михаила Стругачёва и его жены Евгении (Гени, Гиты) Ароновны. Семья матери происходит из Литвы, разговорным языком в семье бабушки и дедушки был идиш. Кроме Семёна в семье было ещё трое детей, сестры Анна и Сима, брат Ефим.
Рос без отца, который оставил жену и четверых детей. Семья переехала в Биробиджан, где Семён воспитывался в интернате. В школе участвовал в самодеятельности, затем играл в народном театре. В 1979 году окончил театральный факультет во Владивостоке — актёрское отделение Дальневосточного педагогического института искусств, учился на курсе А. А. Присяжнюка. Работал в Приморском краевом драматическом театре (Владивосток).
Комедийный и музыкальный талант артиста впервые проявился в спектакле Камы Гинкаса «Необыкновенные приключения Т. С. и Г. Ф.» Приморского драматического театра, в котором он играл на многих музыкальных инструментах, исполнял трюки и интермедии, определял ритм всей постановки и веселил зрителей до коликов в животе.
С начала 1980-х годов работал в Приморском краевом академическом театре имени Горького, за пять лет сыграл полтора десятка ролей — в спектаклях «Дети Солнца», «Разгром», «Ричард Третий», «Шестой этаж». Затем работал в Куйбышеве, в Куйбышевском драматическом театре, а после знакомства с Игорем Владимировым оказался в 1988 году в Ленинграде, в театре имени Ленсовета. На этой сцене актёр создал яркий образ Кафки в спектакле «Западня», поставленном Станиславом Бабицким.
Одну из первых ролей в кино Семён Стругачёв сыграл в картине Андрея Черных «Австрийское поле» (1991), у этого же режиссёра через несколько лет снялся в «Секрете виноделия» (1994).
Всероссийскую известность Стругачёву принесла комедия Александра Рогожкина «Особенности национальной охоты» (1995). Впоследствии снялся во всех продолжениях этого фильма.

## Признание и награды
- Заслуженный артист Российской Федерации (1999)[8]
- За исполнение роли Му де Звона в спектакле «Фредерик, или Бульвар преступлений» награждён призом зрительских симпатий петербургского общества «Театрал».
- Народный артист Российской Федерации (2008)[4]
- Медаль ордена «За заслуги перед Отечеством» II степени (2018)[9]

## Творчество

### Фильмография
- 1991 — Австрийское поле — слепой художник
- 1992 — Мы едем в Америку
- 1994 — Секрет виноделия
- 1994 — Эликсир — Колдун/Тень/Художник[10]
- 1994 — Железный занавес
- 1995 — Прибытие поезда
- 1995 — Время печали ещё не пришло — Саша Шмуклер
- 1995 — Особенности национальной охоты — Лёва Соловейчик
- 1996 — Операция «С Новым годом!» — Лёва Соловейчик
- 1997 — История про Ричарда, Милорда и прекрасную Жар-птицу
- 1998 — Особенности национальной рыбалки — Лёва Соловейчик, майор убойного отдела милиции
- 1998 — Содержанка
- 1999 — Болдинская осень
- 2000 — Особенности национальной охоты в зимний период — Лёва Соловейчик
- 2001 — Старые песни о главном. Постскриптум — дирижёр
- 2002 — Убойная сила-2 — Семён Черныга, эксперт-криминалист, капитан милиции
- 2002 — Русский спецназ — чёрный следопыт Леонид, «Дятел»
- 2003 — Особенности национальной политики — Лёва Соловейчик
- 2003 — Не делайте бисквиты в плохом настроении[11]
- 2003 — Петербург
- 2004 — Наваждение — дядя Мишель
- 2004 — Спецназ по-русски 2 — чёрный следопыт Леонид, «Дятел»
- 2004 — Убойная сила-4 — Семён Черныга, эксперт-криминалист, капитан милиции
- 2004—2006 — Осторожно, Задов! — Сергей Пержо, сосед Задова
- 2005 — Гибель империи — Франц Флейшман
- 2005 — Золотая Медуза — Леонид
- 2005 — Мастер и Маргарита — Левий Матвей, сборщик податей, ученик Иешуа
- 2005 — Здравствуйте, мы — ваша крыша! — Сергей Валерьевич Дубровский
- 2005 — Убойная сила 5 — Семён Черныга, эксперт-криминалист, капитан милиции
- 2005 — Небесная жизнь (телесериал) — Илья Трауберг, лётчик ВВС Израиля
- 2006 — Первый скорый — Джозефина, Балбес
- 2006 — Весёлые соседи — Гриша Беленький
- 2006 — Профессор в законе — Леонид
- 2006 — Убойная сила-6 — Семён Черныга, эксперт-криминалист, капитан милиции
- 2007 — Особенности национальной подлёдной ловли, или Отрыв по полной — Зиновий
- 2007 — Свет в павильоне[12] документально-игровой
- 2007 — Возвращение блудного мужа — Самсон
- 2007 — Закон зайца
- 2008 — Весёлые похороны
- 2008 — Красота требует... — Бузиков Антон Семёнович
- 2008 — Ответь мне — врач
- 2009 — Про любовь
- 2009 — Страна пленённых детей — Алик
- 2010 — Демон и Ада
- 2010 — Демоны — Лёня
- 2010 — Месть - искусство — Сазончик
- 2012 — Zолушка — Михаил Левицкий
- 2012 — Вождь разнокожих
- 2012 — День додо
- 2012 — Одноклассники.ru: НаCLICKай удачу — отец Алексея
- 2012 — Чкалов — Леонид Игоревич Фесенко, командир лётного отряда
- 2013 — Шерлок Холмс — Шарль Готье, посол Франции
- 2014 — Вкус Америки — Алик
- 2014 — Кавказская пленница! — Трус
- 2015 — Великая — граф Лесток, лейб-медик
- 2016 — Вышибала — Иван Витольдович Шарабанов, глава фирмы «Галактика Детство»
- 2017 — Беглец — Дон
- 2018 — Первый парень на деревне — Грищенко, участковый
- 2018 — Ангелы умирают дважды — Лестер (в производстве)
- 2018 — Понаехали — Алексей
- 2018 — Светлана — Вольф Мессинг
- 2019 — Подкидыш — Шлемансон, скупщик краденого
- 2020 — Гудбай, Америка — Соломон
- 2022 — Замёрзшие — Моргунов, хозяин ритуального бюро «Птицы»
- 2023 — Раневская — Гирш Фельдман, папа Фаины
- 2023 — Бедные Абрамовичи — Хаим Абрамович

## Озвучиваниемультфильмов
- 1995 — Эликсир
- 2004 — Вечные вариации. Новелла 1. Демон

## Роли в театре
- «Любовь до гроба»
- «Цилиндр». Приморский краевой академический драматический театр имени Горького
- «Необыкновенные приключения Т. С. и Г. Ф.». Приморский краевой академический драматический театр имени Горького
- «Жак и его господин»
- «Фредерик, или Бульвар преступлений»
- «Фокусник из Люблина»
- «Ай лав ю» (антреприза)
- «Крошка», Театр им. Ленсовета, затем в антрепризе «Театр Дом», исполнитель роли Эдмона Фонтанжа и режиссёр спектакля.
- «Испанская баллада», Альфонсо VШ, король Кастилии
- «Муж моей жены», театральная компания «Маскарад»
- «Любовь по-итальянски»
- «Дети портят отношения» Театр им. Маяковского, Эдмон Фонтанж, а также режиссёр-постановщик спектакля
- «Дуэнья», театральная компания «Маскарад»